# Ельник (Красноярский край)
Е́льник — село в Назаровском районе Красноярского края России. Входит в состав Верхнеададымского сельсовета.

## География
Село находится на расстоянии 21 км к юго-западу от города Назарово, административного центра района.

## История
Основано в 1892 году. В 1926 году село состояло из 217 хозяйств, основное население — русские. В административном отношении являлось центром Ельниковского сельсовета Берёзовского района Ачинского округа Сибирского края.

## Население
| 1926 | 2010 |
| ---- | ---- |
| 1457 | ↘318 |

### Гендерный состав
По данным Всероссийской переписи населения 2010 года, в селе проживало 318 человек (147 мужчин и 171 женщина).